# Kafr Ein
Kafr Ein, en arabe : كفر عين, est un village du gouvernorat de Ramallah et Al-Bireh en Palestine. Il est situé à 17,7 km au nord-ouest de Ramallah et au centre de la Cisjordanie.
Selon le recensement du bureau central palestinien des statistiques, la localité compte une population de 1 958 habitants en 2017.